# عذم كبير
العذم الكبير  (باللاتينية: Stipa grandis) نوع نباتي يتبع جنس العذم من الفصيلة النجيلية.

## الوصف النباتي
نبات عشبي.